# Robassomero
Robassomero (piemontesisch Robassomé) ist eine Gemeinde in der italienischen Metropolitanstadt Turin (TO), Region Piemont.

## Lage und Einwohner
Robassomero liegt rund 20 km nordwestlich von Turin am Stura di Lanzo. Das Gemeindegebiet umfasst eine Fläche von 8,58 km² und hat 3071 Einwohner (Stand 31. Dezember 2024). 
Die Nachbargemeinden sind Nole, Cirié, Fiano, San Maurizio Canavese, Caselle Torinese, Druento und Venaria Reale.

## Geschichte

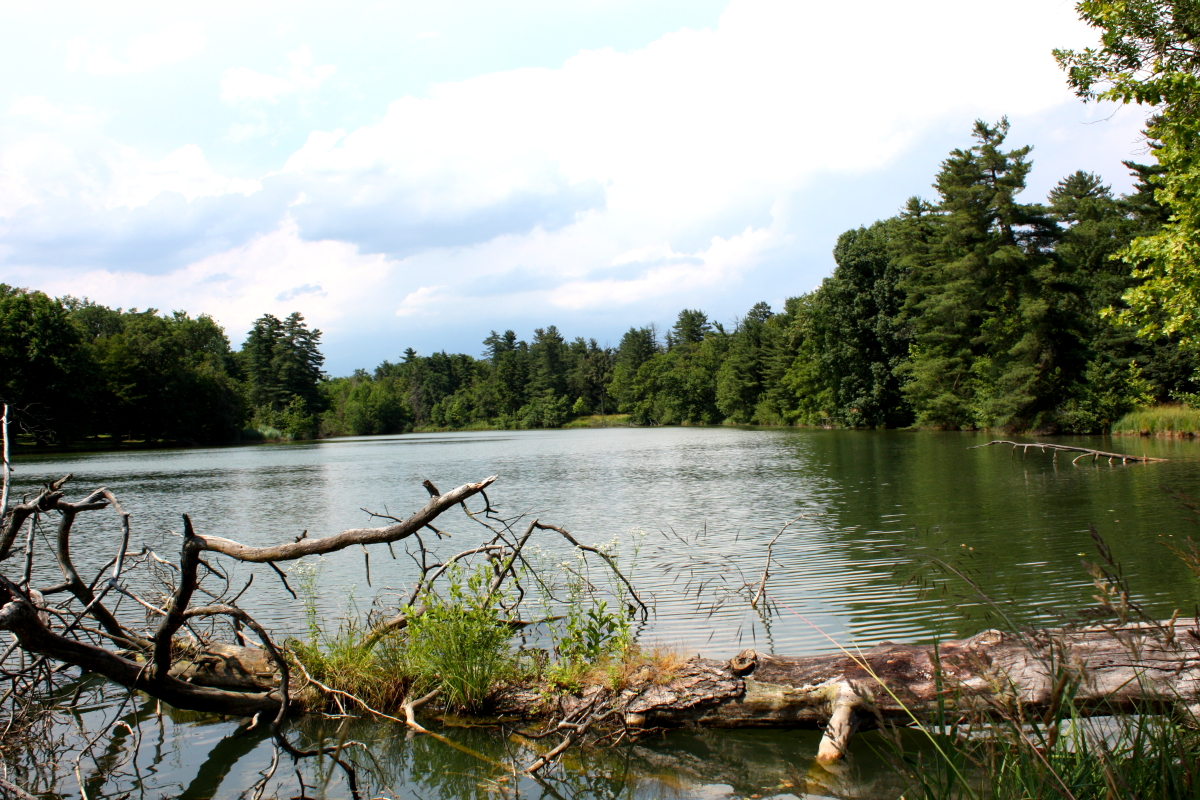
Naturpark La Mandria

Seine Stellung als wichtiges Handelszentrum für Kaufleute zwischen den Tälern Lanzo und Turin lässt darauf schließen, dass es bereits in der Römerzeit existierte. Im Besitz des Markgrafen von Monferrato gelangte es zu Beginn des 13. Jahrhunderts unter die Herrschaft der Savoyer. Es sind uns nur wenige Zeugnisse aus dem Mittelalter überliefert. Im Gegensatz zu vielen Gemeinden in der Gegend gibt es jedoch keine Spuren von Befestigungsanlagen oder Verteidigungsanlagen. Ihre Verteidigung wurde tatsächlich durch den Abgrund gewährleistet, der die Stadt von der Umgebung trennte.
Aufgrund seiner Nähe zum Wildbach Stura di Lanzo kam es im Laufe der Jahrhunderte häufig zu Überschwemmungen. Oft mit dramatischen Folgen für die Bevölkerung. Seine weitere Geschichte weist keine besonders wichtigen Ereignisse auf. Zu den Zeugnissen des historisch-architektonischen Erbes zählen die Kirche San Carlo aus dem frühen 17. Jahrhundert, der antike Ricchetta-Palast, ein kleines einstöckiges Gebäude aus der Mitte des 18. Jahrhunderts und die Pfarrkirche Santa Caterina im Barockstil, das wichtigste künstlerische Gebäude im Zentrum. Erwähnenswert sind auch die kleine Kapelle San Giuseppe und der Palazzo Olivieri aus der zweiten Hälfte des 19. Jahrhunderts. Das Fest des Schutzpatrons San Gregorio wird am 17. November gefeiert. Es geht auf die Stura-Überschwemmung im Oktober 1839 zurück.
Robassomero war die erste atomwaffenfreie Gemeinde Italiens. Der Gemeinderat verabschiedete am 17. Dezember 1981 einen symbolträchtigen Beschluss, der Robassomero zur „atomwaffenfreien Zone“ erklärte, d. h. zu einem Gebiet, in dem die Installation von Atombomben und Atomkraftwerke verboten ist.
Auf einem Teil des Gemeindegebiets liegt der Regionalpark Parco regionale La Mandria mit dem Schloss Venaria Reale. 1978 wurde der 3.600 Hektar große Park unter Naturschutz gestellt.
Im Oktober wurde die Gemeinde schwer vom Jahrhundert Hochwasser getroffen. Eine Brücke über den Stura di Lanzo stürzte ein und unterbrach für einige Tage die Verbindungen in andere Ortschaften.

## Wirtschaft
Seit den 1970er-Jahren ist es Sitz der italienischen Suzuki-Weke, zunächst für Motorräder und Schiffsmotoren, seit Mitte der 1990er-Jahre auch für Pkw.